# جنيفر ألين (مخرجة أفلام)
جنيفر ألين (بالإنجليزية:  Jennifer Alleyn)‏ (مواليد 1969) هي مخرجة وكاتبة ومصورة كندية تعيش وتعمل في مونتريال. وهي ابنة الفنان Edmund Alleyn [الإنجليزية]، ولدت في سويسرا. درست في جامعة كونكورديا تخصص دراسات سينمائية. كما عملت كصحفية في عدة صحف ومجلات كمجلة إل.

## روابط خارجية
- جنيفر ألين (مخرجة أفلام) على موقع IMDb (الإنجليزية)
- جنيفر ألين (مخرجة أفلام) على موقع ألو سيني (الفرنسية)
- جنيفر ألين (مخرجة أفلام) على موقع أول موفي (الإنجليزية)
- جنيفر ألين (مخرجة أفلام) على موقع قاعدة بيانات الفيلم (الإنجليزية)
- جنيفر ألين (مخرجة أفلام) على موقع كينوبويسك (الروسية)
- Jenniferalleyn.com
- جنيفر ألين في قاعدة بيانات الأفلام على الإنترنت